# Transformers: Beast Wars (игра)
Transformers: Beast Wars — игра, основанная на мультсериале «Трансформеры: Битвы Зверей».

## Обзор
Каждый уровень игры представляет собой лабиринт, в конце которого нередко ожидает босс (в противном случае игроку просто требуется попасть в определённую точку). Лабиринт всегда охраняется множеством различных врагов, большая часть которых — дроны. Также иногда встречаются гигантские монстры — скрииксы.
Для прохождения лабиринта игрок выбирает одного их имеющихся в его распоряжении персонажей. Трансформеры имеют две характеристики — количество жизней и устойчивость к энергону, которая постепенно убывает, пока персонаж находится в режиме робота. Чтобы восстановить её, нужно трансформироваться в форму зверя, в которой трансформеры совершенно беззащитны, но быстрее передвигаются и дальше прыгают. Также оба параметра можно восстановить специальными объектами, которые в некотором количестве разбросаны по лабиринту, вместе с апрейдами оружия и защиты.
Если персонаж погибает, то лабиринт приходится проходить заново другим персонажем, а после прохождения лабиринта придётся его спасать. Спасательные миссии происходят в воздухе и представляют собой обстрел корабля, перевозящего пленника.

## Локации
Каждая кампания посещает 4 локации:
- Урбан (англ. Urban) — неизвестно когда и кем построенный лабиринт. Утверждается, что он создан самими трансформерами.
- Пустыня (англ. Desert) — пустынная местность со множеством ловушек.
- Загрязнённый район (англ. Polluted) — пересечённая местность, богатая энергоном.
- Вулкан (англ. Volcanic) — местность, частично покрытая лавой.

Каждая локация в свою очередь делится на три уровня. При этом карты одни и те же в обеих кампаниях игры, просто изменяется начальная и конечная точка, а также босс, в случае его наличия. При этом миссии обеих кампаний, посвящённые одной локации, связаны сюжетно и, вероятно, происходят почти одновременно.

## Сюжет

### Кампания Максималов
Учёный предаконов — Тарантулас — захватил базу Райнокса и перепрограммировал защитные системы. Поскольку максималы не могут позволить своим чертежам попасть в руки врага, они пытаются отбить сооружение. В результате атаки предакон отступает к границе базы, где максималы настигают и уничтожают его.
Затем максималы отправляются в заражённую зону, где им предстоит найти стазисную капсулу. Однако в результате войны эта зона оказалась полна чистого энергона, поэтому находиться в режиме робота им будет сложно. Несмотря на угрозу заражения и поселившихся в этой местности монстров, максималы спасают товарища, которым оказывается Рэттрэп. После спасения Рэттрэпа максималы узнают, что враждебные существа, встреченные ими раньше — это пришельцы-скрииксы, а также что в данной местности орудуют армии, возглавляемые Инферно. Предакон пытается экспериментировать над пришельцами (которые и без того известны тем, что опустошают все планеты, которые не смогли уничтожить), поэтому максимал вынужден сразиться с Инферно, чтобы остановить его.
Позже выясняется, что Скорпонок минирует шахты максималов в пустыне. Максималы немедленно выступают, и натыкаются на коммуникационную башню Скорпонока, подступы к которой охраняются велоцирапторами (вероятно, клонами Динобота). Несмотря на успех операции, в районе всё равно отмечается активность предаконов. Максималы принимают решение остановить добычу энергона Скорпоноком. Напуганный предакон отступает на базу, защищённую силовым полем, однако максималы отключают его и убивают врага.
Наконец, армия Мегатрона атакует «Аксалон». Максималы мобилизуют все силы, чтобы отбить атаку, а затем принимают решение первыми нанести удар по их кораблю. Около самого «Дарксайда» появляется Террорзавр и пытается остановить бойца, но его сил оказывается для этого недостаточно. Наконец, максималы проникают на корабль, где обнаруживают и уничтожают Мегатрона.

### Кампания Предаконов
Предаконы атакуют лабиринт, выстроенный Райноксом. Они проходят через множество комнат, защищённых гигантскими скорпионами и различными дронами. Наконец, трансформер оказывается у двери, ведущей в следующую часть лабиринта. Согласно показаниям приборов, Райнокс находится неподалёку, но сначала приходится одолеть созданного им гигантского робота. Наконец, предакон добирается до самого хозяина лабиринта и побеждает его.
Затем предаконы отправляются в местность, заражённую энергоном. Там чистого энергона настолько много, что защита трансформеров тает на глазах. Также там прячутся инопланетные существа — скрииксы — посланные уничтожить предаконов и максималов. Кроме этого, местность патрулируется множеством беспилотников максималов, однако несмотря на все препятствия, предаконы обнаруживают протоформу Блэкарахнии и продолжают сражаться вместе с ней. Узнав о существовании пришельцев, предаконы решают, что максималов нужно остановить прежде, чем те овладеют способностями пришельцев. В подтверждение их мыслей поблизости оказывается Динобот, пытающийся использовать дронов в качестве дополнительной линии защиты, но это его не спасает.
После предаконы нападают на энергонные шахты Читора, расположенные в пустыне. Для этого им приходится прорваться сквозь мощные защитные системы, установленные максималами. Затем они пробираются к одной из шахт и взрывают её. Вскоре они пробираются в крепость Читора и уничтожают максимала.
Тем временем армии максималов приблизились к базе предаконов, поэтому те используют все силы, чтобы отбить атаку дронов, возглавляемых Эйрэзор. После этого силы врагов рассеиваются, чем пользуются предаконы, чтобы проникнуть на «Аксалон» и добить Оптимуса Праймала.